# Безгин, Борис Афанасьевич
Борис Афанасьевич Безгин (1907—1957) — советский актер театра и кино.

## Биография
Родился 11 августа 1907 года в селе Петровцы Полтавской губернии (ныне Украины) в семье железнодорожника.
В 1924—1926 годах учился на кинофакультете Киевского театрального техникума. В 1929 году закончил экранное отделение Одесского государственного техникума кинематографии.
Снимался в кино Б. А. Безгин с 1925 года. Работал ассистентом режиссёра на Украинской студии хроникально-документальных фильмов в 1944—1949 годах.
Умер 25 января 1957 года.

## Фильмография
- 1926 — Трипольская трагедия − секретарь райкома комсомола
- 1927 — За монастырской стеной − монах
- 1928 — Джимми Хиггинс − американский солдат
- 1929 — Новыми путями − Савенко
- 1930 — Трансбалт − кочегар Алёша
- 1930 — Контакт − Павел Остапенко
- 1932 — Станция Пупки − студент
- 1932 — Сенька с «Мимозы» − новый учитель
- 1932 — Решающий старт − комсорг
- 1936 — Половодье − Андрей
- 1937 — Богатая невеста − Павло Згара
- 1939 — Щорс − военнопленный
- 1939 — Кубанцы − Остап
- 1939 — Эскадрилья № 5 − капитан Александр Нестеров (главная роль)
- 1941 — Богдан Хмельницкий − Иван Богун
- 1954 — Командир корабля − эпизод
- 1954 — Над Черемошем − эпизод
- 1954 — «Богатырь» идёт в Марто − Воронец
- 1955 — Звезды на крыльях − диспетчер на учениях

## Награды
- Орден Трудового Красного Знамени (23.03.1938) — в связи с выпуском выдающихся кинофильмов, получивших единодушное одобрение зрителей, «Ленин в Октябре», «Петр I-ый» и колхозный фильм «Богатая невеста»[1]